# Christine Allado
Christine Marie Allado (Manila, 15 luglio 1995) è un'attrice e cantante filippina naturalizzata britannica.

## Biografia
Figlia di Jojo Allado e Letty Guevara, Christine Allado è nata e cresciuta nelle Filippine. All'età di diciotto anni si è trasferita a Hong Kong per lavorare ad Hong Kong Disneyland; successivamente si è trasferita a Londra, dove ha studiato teatro musicale alla Royal Academy of Music. Dopo la fine degli studi ha cominciato a recitare nel panorama del teatro musicale londinese a partire dal musical di Tim Rice From Here to Eternity al Shaftesbury Theatre del West End.
Nel 2014 ha recitato nel musical Here Lies Love al National Theatre, mentre nel 2016 è entrata nel cast del musical Sweet Charity in scena a Manchester. Sempre nel 2016 ha interpretato Vanessa nel musical di Lin-Manuel Miranda In the Heights e ha cantato con Andrea Bocelli alla Mall of Asia Arena. Nel 2017 ha recitato nella prima londinese di un altro musical di Miranda, Hamilton, in cui interpretava il duplice ruolo di Maria Reynolds e Peggy Schuyler. Nel 2020 ha interpretato il ruolo di Sefora nell'adattamento teatrale de Il principe d'Egitto al Dominion Theatre di Londra; l'attrice ha inciso anche il ruolo su disco, ottenendo così una candidatura al Grammy Award al miglior album di un musical teatrale.

## Teatro
- A Catered Affair, regia di Matt Ryan. Jack Lyons Theatre di Londra (2013)
- Here Lies Love, regia di Tamara Harvey. Shaftesbury Theatre di Londra (2013)
- Turandot, regia di Jonathan Man. Regent Theatre di Londra (2014)
- Here Lies Love, regia di Alex Timbers. National Theatre di Londra (2014)
- Beyond the Fence, regia di Luke Sheppard. Arts Theatre Sky Art di Londra (2015)
- Sweet Charity, regia di Derek Bond. Manchester Royal Exchange di Manchester (2016)
- In the Heights, regia di Luke Sheppard. Kings Cross Theatre di Londra (2016)
- Hamilton, regia di Thomas Kail. Victoria Palace Theatre di Londra (2017)
- The Prince of Egypt, regia di Scott Schwartz. Dominion Theatre di Londra (2020)
- We Will Rock You, regia di Ben Elton. London Coliseum di Londra (2023)
- Stephen Sondheim's Old Friends, regia di Matthew Bourne. Gielgud Theatre di Londra (2023)